# Ribeiros
Ribeiros es una freguesia portuguesa del concelho de Fafe, con 5,62 km² de superficie y 732 habitantes (2001). Su densidad de población es de 130,2 hab/km².